# Debehen
Debehen (eigentlich Debeheni  „den ich erbeten habe“) war ein altägyptischer Würdenträger der 5. Dynastie. Er trug zahlreiche Titel, wobei er anscheinend vor allem rituelle Aufgaben am Königshof innehatte. Zu seinen Titeln gehören Geheimnisträger des Morgenhauses. Leiter des Palastes, der, der den Horus (= König) schmückt oder oberster Ritualpriester.
Debehen ist vor allem von seinem Felsengrab im Central Field in Gizeh bekannt. Das Grab wurde schon von der Karl-Richard-Lepsius-Expedition gefunden und mit der Nummer LG 90 versehen. Es wurde zu dieser Zeit als Kapelle für einen lokalen Heiligen (Sidi Hamed es Samman) genutzt, wodurch viele Wanddarstellungen zerstört wurden. Die Grabanlage wurde dann nochmals von Selim Hassan untersucht und publiziert. Die reich mit Reliefs ausgeschmückte Kapelle enthält eine längere Inschrift, die davon berichtet, wie König Mykerinos beim Grabbau half. Dies führte dazu, Debehen unter diesen Herrscher zu datieren, was aber problematisch ist. Die Inschrift verweist eventuell auf frühere Ereignisse, da vieles dafür spricht, das Debehen in der 5. Dynastie, also später, lebte. Beim Grab des Debehen handelt sich um eine der größten Grabanlagen der Nekropole, was wiederum im Gegensatz zu den Titeln des Debehen steht, die ihn sozial nicht an die Spitze der Gesellschaft stellt.